# Anton Català i Gomis
Anton Català i Gomis (Alcover, 24 de novembre de 1911 - Barcelona, 30 de gener de 1970) fou un pintor català, fill il·lustre d'Alcover, un municipi de la comarca de l'Alt Camp. De família pagesa, ben aviat tingué oportunitat d'entrar en contacte amb l'estudi de la cultura clàssica, el llatí, la literatura i l'art, a la vegada que aprenia l'ofici d'ebenista.
Als 19 anys es traslladà a viure a Barcelona on, combinant l'estudi amb el treball, seguí la carrera de Belles Arts a l'Escola de la Llotja. Els seus mestres van ser Ramon Calsina, Francesc Labarta, Lluís Muntaner i Antoni Vila i Arrufat. Obtingué diversos premis i la medalla d'or en el dibuix de la figura en moviment pel gran domini de l'anatomia i de la composició.
Es casà l'any 1940 amb Glòria Agràs, també d'Alcover, amb qui van tenir tres filles: Marta, Mireia i Glòria.
Tot i viure a Barcelona, va mantenir-se sempre vinculat a la seva vila natal, on desitjà ser enterrat. Actualment hi ha un carrer amb el seu nom.

## Estil
Destacà com a pintor muralista, de temàtica al·legòrica i religiosa. Té una quarantena de murals en diferents esglésies, capelles i edificis públics i privats de tot Catalunya. El seu procediment preferit va ser el fresc, però n'utilitzà també d'altres com l'oli o l'encàustica.
Dedicà íntegrament la seva vida a l'art i el cultivà en totes les seves facetes: pintura de cavallet, oli i aquarel·la, pintura mural, retaule, ceràmica i gravat (sobretot la xilografia). Malgrat que passà períodes tan difícils com la guerra i la postguerra, la seva ocupació fou sempre relacionada amb l'art on s'hi expressava d'una forma natural i directa, deixant traspuar el seu sentit honest de la vida, el seu amor per la família, la terra, el treball, i el gust i respecte per les aportacions artístiques en totes les formes de manifestar-se.
Fou una persona humil i sincera, amb una forta exigència amb si mateix que expressà a través d'un dibuix net i segur, amb composicions àmplies i arriscades, dominant els grans espais i també els més petits, però sempre amb un sentit monumental. Aplicà el color amb tota valentia, al servei d'un dibuix acurat, de perfecta anatomia.
La seva pintura expressa una espiritualitat que el fa profundament religiós. És un art d'equilibri i de puresa, de calma i de repòs. Ni violències ni duresa. Una obra clara, alegre i lluminosa. Les figures, que sovint recorden l'actitud i el rostre dels que ell estimava, es mostren amb gestos lents i ritmes suaus, amb un càlid hieratisme i una intensa i sincera vida interior.
Com a muralista decorà un gran nombre d'esglésies de les comarques de Tarragona. Fou aquí on la seva obra trobà el més ampli sentit: la llum especial del Camp de Tarragona, la nitidesa de contrasts, la duresa dels perfils, el fort caràcter dels seus homes, sempre matisat per la visió àmplia, mediterrània, d'arrel grega i de renaixement italià, fins a configurar el seu estil propi i inconfusible.
Hi ha una mostra permanent d'obra seva al Museu municipal d'Alcover.
L'any 2019, la Biblioteca de Catalunya ha ingressat per donatiu estampes religioses i nadales xilogràfiques de l'artista.

## Obres representatives
- 1943 Altar major, baptisteri i laterals. Santuari de la Mare de Déu de Passanant (oli).
- 1945 Volta baldaquí església Sant Pere de Reus.
- 1946 Despatx de l'Alcalde. Ajuntament de Valls. Temes locals (fresc).
- 1946 Mural a l'Església de Sant Andreu de Farena, Mont-ral (oli).
- 1947 Vestíbul de l'Institut de Sanitat. Tarragona. Al·legoria (oli sobre tremp).
- 1947 Altar del Sant Sepulcre. Església Parroquial de Sant Joan de Valls (fresc).
- 1947 Casa Cottet. Barcelona. Tema Òptica (oli sobre or).
- 1950 Vestíbul de l'Ajuntament d'Alcover. Artesans i agricultors (oli sobre tremp).
- 1954 Capella provisional Sant Pius X, Vivendes del Congrés. Barcelona (oli).
- 1955 Capella del Roser. Valls. Misteris del Rosari (fresc).
- 1956 Altar Major de l'església de Sant Martí de Vilallonga del Camp (fresc).
- 1957 Altar Major de l'església Parroquial de Capafonts (fresc).
- 1958 Baptisteri de l'església Parroquial d'Alcover. Bateig de Jesús (fresc).
- 1958 Altar Major de l'església de Sant Pere d'Els Hostalets de Pierola (fresc).
- 1963 Altar del Santíssim. Església Parroquial d'Alcover (fresc).
- 1964 Altar de la Puríssima. Església Parroquial de Picamoixons (fresc).
- 1965 Cambril de la Verge del Lledó. Caputxins de Valls (fresc).
- 1967 Baptisteri de l'església Parroquial de Constantí (fresc).
- 1969 Plafó jardí particular. Barcelona. Natura (ceràmica)

Mostra de gravats al boix:   